# Tipo 90 Kyū-maru
El Tipo 90 Kyū-maru (en japonés: 90式戦車 Tipo 90 Kyū-maru) es el carro de combate principal de la Fuerza Terrestre de Autodefensa de Japón (Ejército japonés). Es manufacturado por Mitsubishi Heavy Industries y su diseño es el reemplazo del Tipo 61 y de algunas unidades del tanque Tipo 74, su entrada al servicio se dio en el año 1990. Existe un proyecto para complementarlo con el prototipo Tipo 10.

## Historia del diseño
Ante la adopción del Tipo 74, el alto mando japonés buscó un nuevo y mejorado equipo después de haber probado el anterior tanque, de diseño completamente autóctono, que pudiese poner fuera de acción al carro de diseño soviético T-72, y el T-80.  Y como resultado, el desarrollo de un prototipo, el TK-X MBT arranca entre 1976 y 1977. 
Entre el conjunto de las industrias de Mitsubishi Heavy Industries en conjunto con el TRDI (Japan Defence Agency's Technology Research and Development Institute) iniciaron los estudios previos de viabilidad de éste ingenio estuvieron como los mayores subcontratistas las compañías Japan Steel Works, Daikin Industries, Mitsubishi Electric Corporation, Fujitsu Company  y en el área de electrónica como principal a la NEC Corporation. El desarrollo comenzó en 1976 y Mitsubishi Heavy Industries colaboró con Krauss-Maffei y MaK, por lo que el tanque tiene una serie de similitudes con el Leopard 2.
Los requisitos del Tipo 90 fueron completados en 1980 con 2 prototipos, ambos fueron equipados con el cañón L44 de 120 mm, una versión de manufactura japonesa (hecha por Japan Steel Works Limited) así como la munición de fogueo y tiro japonesa (producida por Daikin Industries Limited),  que fue terminada entre 1982 hasta 1984.
Pruebas, y mejoras fueron hechas en el periodo, sobre todo en los componentes estructurales (torreta y la mitad del blindaje cerámico compuesto de tipo modular), y los diseños fueron modificados y construidos hasta 1986.
Inicialmente estaban armados con el cañón diseñado por la firma Rheinmetall, el Rheinmetall L44 de calibre 120 mm, con ánima lisa, que también se encuentra en los tanques Leopard 2 y, en una versión modificada, en el tanque norteamericano M1A1/M1A2, y el israrelí Merkava.
Una segunda serie de cuatro prototipos fue construida entre 1986 y 1988 en la cual se hicieron algunas modificaciones y se incorporaron cambios como el obvio resultado de diversas pruebas a campo traviesa, derivados de los dos anteriores modelos de pruebas. Esa segunda serie fue usada para el desarrollo y el uso en pruebas, las cuales concluyeron en 1989, cuando Japón lo aceptó formalmente en servicio y la fabricación del Tipo 90 inició formalmente ya en 1990.
Con la excepción del cañón de 120 mm de ánima lisa, que es fabricado bajo licencia de Rheinmetall, el Tipo 90 y sus demás componentes son diseñados y construidos en Japón.
El tanque también forma parte de los tanques mas caros del mundo, con un valor de entre 7-8 millones de dolares.

## Características

### Blindaje y Composición física
El aspecto del Tipo 90 es similar al del tanque alemán Leopard 2 excepto por el blindaje en cuña del mantelete del cañón, (es más bien similar al Leopard 2 o al 2A4) pero a diferencia del Leopard 2, el Tipo 90 usa un sistema de blindaje modular compuesto (cerámica y acero), común en sus contemporáneos del periodo. La adopción de un diseño de sistema modular de armadura de blindaje compuesto, facilita las adiciones y/o mejoras y el intercambio de piezas o del total de las piezas del blindaje, y su blindaje frontal ha sido probado en cuanto a su efectividad frente a la munición JM-33 desarrollada localmente; de calibre 120 mm y de tipo APFSDS, disparadas desde un cañón Rheinmetall L44, y los flancos del blindaje de la torreta pueden soportar impactos de armas de calibre 35 mm APDS, así como brinda una protección aceptable en los disparos efectuados a distancias de 1 km.
El Tipo 90 es pequeño comparado con otros tanques similares, con una altura de 2,33 metros, un ancho de 3,33 metros, un largo de 9,33 metros; y con un peso de combate del orden de 50,2 toneladas métricas. Ha sido diseñado de tal forma que tenga una configuración de difícil ubicación y un diseño de bajo perfil, un casco y una torreta de forma acajonada, en los laterales y los largueros y el casco. En comparación, el Leopard 2A4 tiene unas dimensiones de 2,48 metros de altura y unos 3,70 metros de ancho, con un peso en combate del orden de las 55,2 toneladas métricas.

### Armamento

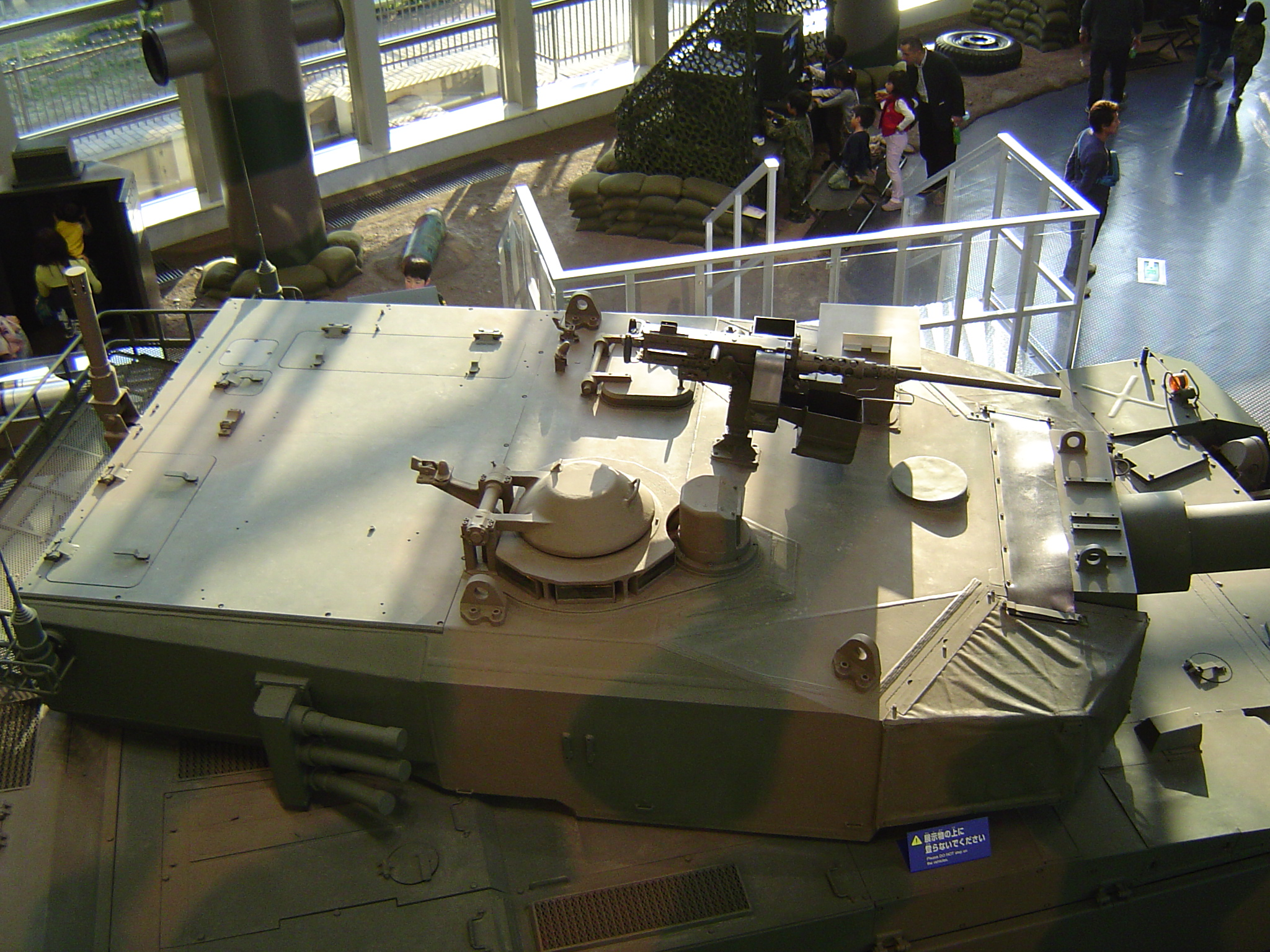
La torreta del Tipo 90 en una exhibición pública de las JASDF. Nótese el gran área del afuste para el autocargador, así como la disposición y alojamiento de los lanzagranadas.

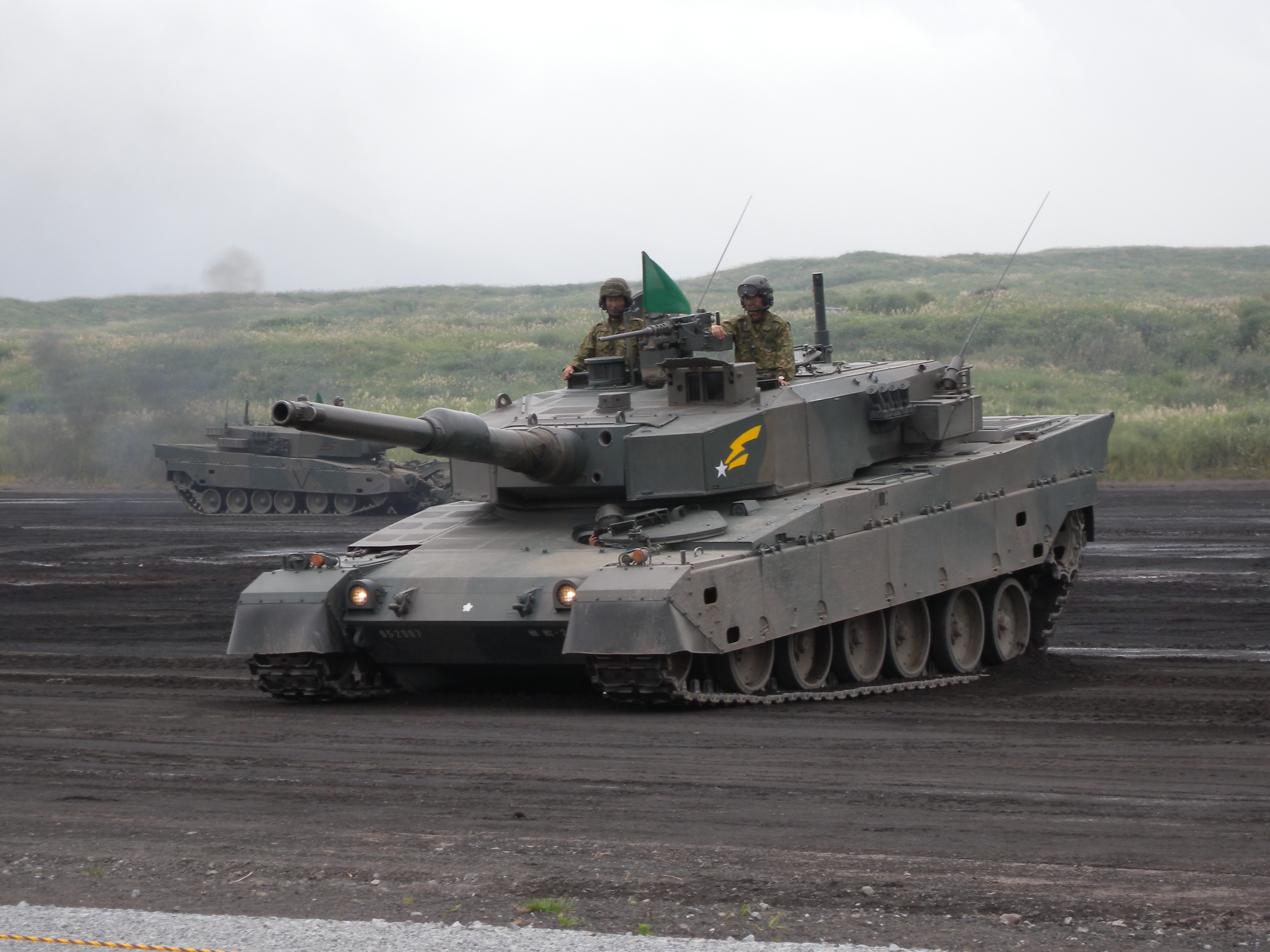
En posición de disparo.

El Tipo 90 monta una copia hecha bajo licencia del cañón Rheinmetall L44 de calibre 120 mm de ánima lisa, producido bajo licencia por Japan Steel Works Limited. Este es el mismo cañón principal que va montado en los carros como el norteamericano Abrams, el alemán Leopard 2, los surcoreanos K1-88/K1A1 y el israelí Merkava III/IV. Después de que el cañón Rheinmetall fuese seleccionado como el arma principal del vehículo, Japón produjo localmente y de manera exitosa una versión del cañón de ánima lisa de 120 mm para pruebas de munición y de diseño del vehículo en cuestión, pero el bajo coste por unidad del cañón de la compañía Rheinmetall le dio la ventaja sobre el prototipo diseñado localmente.
Desde su introducción, ha sufrido de un programa de mejoras y actualizaciones en cuanto a sus sistemas de control de tiro, incluyendo la adición de un nuevo tipo de munición, y de un nuevo tipo de telémetro láser con un alcance que va desde los 300 hasta los 5.000 metros, una computadora balística de 32-bits, un nuevo sistema de imágenes por rayos infrarrojos, y un sistema de control automático de ajuste al terreno, así como un nuevo sistema de giro-estabilización del cañón. También posee un sistema automatizado de rastreo y está disponible un nuevo sistema de puntería para blancos estacionados o en movimiento con capacidades para condiciones diurnas y nocturnas. El sistema automático de rastreo de blancos usa un sistema de imágenes térmicas que puede ser controlado por el conductor o el comandante del carro. Este también permite apuntar a blancos tales como soldados en formación activa, vehículos y helicópteros en vuelo bajo y/o rasante. El sistema computarizado de adquisición de blancos puede también calcular la distancia del disparo en objetivos en movimiento.
El sistema de puntería del comandante consta de una mira de 3x tipo diurno/nocturno, con una mira de capacidad diurna de 10 x. La mira tiene una elevación que va desde los −29 hasta los +29 grados, así mismo como una rotación de 180 grados. La mira del artillero tiene una capacidad de máximo de 10x aumentos.
El cañón tiene un sistema de amartillado y recarga accionado mecánicamente, un modelo de autocargador, desarrollado por Mitsubishi en Japón; retomando la idea soviética de reducir la tripulación. Este diseño permite que los operadores del tanque sólo sean tres en vez de cuatro, así como reduce el tamaño de la torreta del tanque. La autocarga tarda alrededor de dos segundos, y en la práctica estaría alrededor de los 4–6 disparos por minuto.
Montada sobre la torreta frente a la escotilla del artillero, está ubicada una ametralladora Browning M2HB, fabricada bajo licencia porSumitomo Heavy Industries, Ltd., parte del grupo empresarial japonés Sumitomo Group. Sumado a esta ametralladora de 12,7 mm existe una ametralladora coaxial de construcción japonesa de 7,62 mm, a la izquierda del cañón.

### Cargador automático
El tanque está equipado con un cargador automático. Esto permitió una tripulación de tres hombres. En su momento el empleo de un autocargador era inusual y sólo los tanques soviéticos empleaban sistemas de carga automática. Los tanques soviéticos tenían un problema de diseño ya que la munición se almacenaba en el compartimento principal. Cuando el blindaje era penetrado suponía la detonación de la munición a bordo. Los japoneses pusieron el cargador automático en la torreta con mamparos deflectores de separación. De este modo la munición se separaba de la tripulación. El autocargador tiene 20 proyectiles almacenados en la torreta que están listos para disparo. El resto de la munición se almacena en el casco. El cañón tiene que ser deprimido a cero grados para ser cargado después de cada disparo.

### Motorización y Transmisión

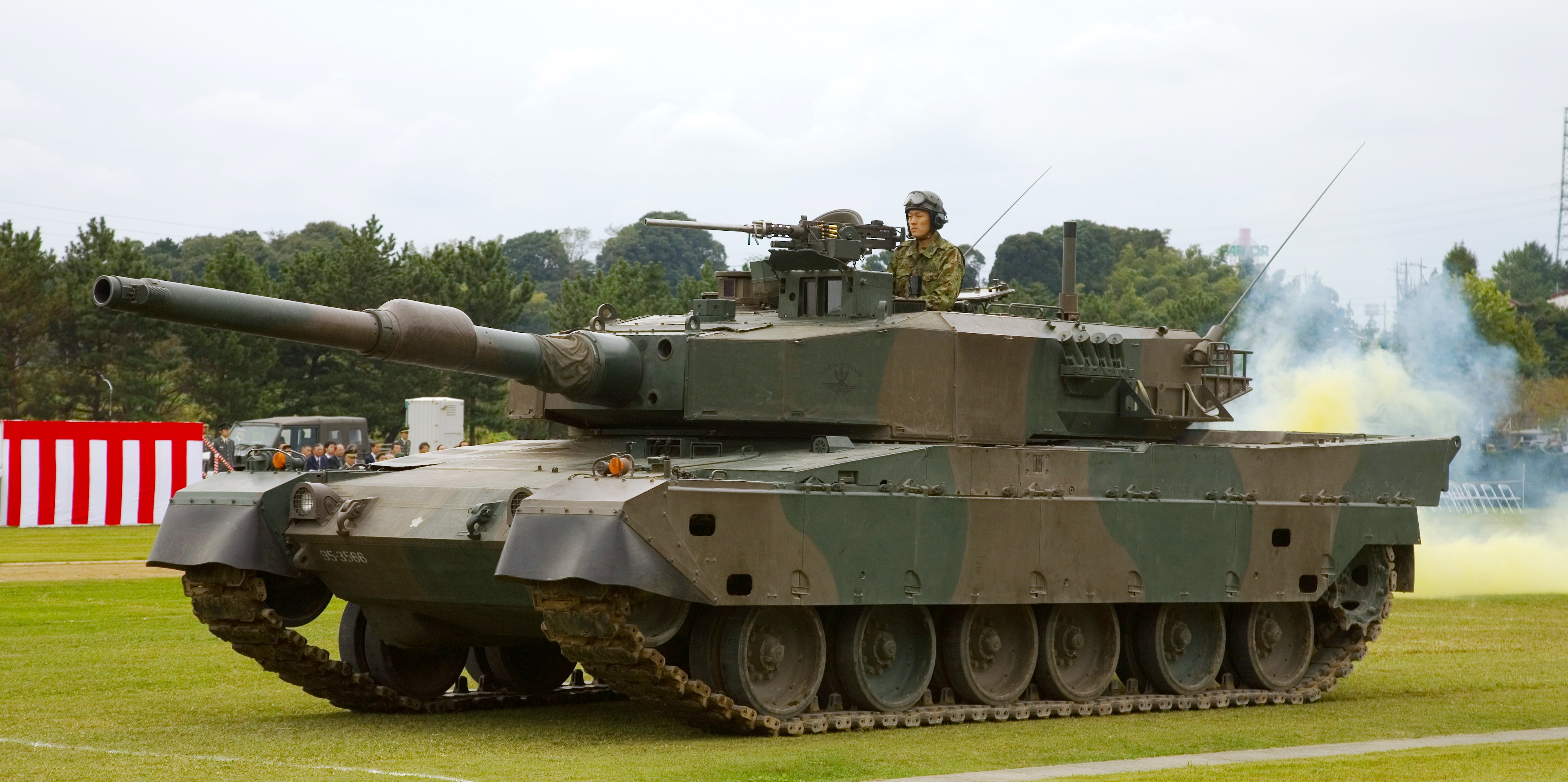
Un Tipo 90 durante una demostración pública en los terrenos de la academia de vehículos mecanizados de las JASDF en Tsuchiura, Kanto, Japón.

La planta motriz del Tipo 90 es el Mitsubishi 10ZG32WT, un motor de 10 cilindros de doble encendido diésel que genera 1.500 hp, que va acoplado a una transmisión automática Mitsubishi MT1500 (4 velocidades hacia adelante, 2 en reversa), construido por Mitsubishi Heavy Industries (denominación 10ZG32WT , MT1500).
El desarrollo del prototipo del motor 10ZG32WT se inició en 1972 y concluyó en 1982. Tiene un torque máximo de 1.120 kW (1.500 caballos de fuerza).
La unidad de la suspensión hidroneumática se halla localizada en el frente y en la parte posterior de los trenes de rodaje, que pueden ser ajustados en el acto para rebasar los terrenos y desniveles, como un requerimiento hecho por las JASDF debido al rugoso, accidentado y montañoso terreno japonés .

### Costos de Construcción
El Tipo 90 tiene un coste aproximado por unidad de 790 millones de yens o aproximadamente de unos 7,4 millones de dólares a la tasa de cambio del año 2008.

## Usuarios
- Japón

330-340 (2009-2010).
Según otras fuentes 1200 a 1500. Dicha cifra podría llegar a reducirse a la mitad, dependiendo de la fuente.

### Desarrollos relacionados
- Tipo 10

### Vehículos similares
- Leopard 2A7+
- / Leopardo 2E
- Tipo 98G
- M1 Abrams A2
- AMX-56 Leclerc
- P'ookpong Ho (M-2002)
- K1
- K2 Black Panther
- Arjun
/ T-90 "Bhishma"
- C1 Ariete
- Zulfiqar 3
- Merkava IV
- /// Al-Hussein
- /  Al-Khalid
/  Al-Zarrar
- PT-91Z
- TR-125
- Challenger 2 LIP
- / Stridsvagn 122
- T-80UM2
  T-90AM
- M-84AS (M-2001)
- M-95 Degman
- T-90AM
- T-84 Oplot-M
- // T-80UM2
- MİTÜP Altay

### Listas relacionadas
- Anexo:Tanques de combate principal por generación